# Sweet Little Sixteen
〈Sweet Little Sixteen〉은 1958년 1월 싱글로 발매한 척 베리의 로큰롤 곡이다. 그 해 뉴포트 재즈 페스티벌에서 그의 연주는 다큐멘터리 영화 《재즈 온 썸머스 데이》에 포함되었다. 그것은 빌보드 핫 100에서 2위를 차지했는데, 이 차트에서 베리의 2위 자리 중 하나인 〈Memphis, Tennessee〉의 조니 리버스 커버와 함께 2위에 올랐다(1972년에 1위에 오른 그의 선정적인 히트곡 〈My Ding-a-Ling〉만이 그 차트를 통과했다). 〈Sweet Little Sixteen〉도 R&B 베스트셀러 차트 1위에 올랐다. 영국에서는 영국 오피셜 차트에서 16위에 올랐다. 《롤링 스톤》은 2004년 이 곡을 "역사상 가장 위대한 노래 500곡" 목록에 272위로 올렸다. 그는 1955년 체크메이트에 녹음된 이전 곡인 〈The Little Girl From Central〉에 같은 멜로디를 사용했다.

## 〈Surfin' U.S.A.〉
비치 보이스의 1963년 곡 〈Surfin' U.S.A.〉는 브라이언 윌슨의 가사가 〈Sweet Little Sixteen〉의 음악을 배경으로 한 것이 특징이다. 베리 출판사의 압력에 따라 윌슨의 아버지이자 매니저인 머레이 윌슨은 브라이언 윌슨의 가사 등 저작권을 아크 뮤직에 넘겼다.

## 비틀즈 버전
비틀즈는 1963년 7월 10일 런던 애올리언 홀에서 열린 《팝 고 더 비틀즈》 라디오 쇼에서 이 노래를 한 번 녹음했다. 그것은 1994년 《Live at the BBC》까지 공개되지 않았다.

### 참여 인원
- 존 레논 – 보컬, 리듬 기타
- 조지 해리슨 – 리드 기타
- 폴 매카트니 – 베이스
- 링고 스타 – 드럼[4]

## 존 레논 버전
존 레논은 1975년 음반 《Rock 'n' Roll》로 〈Sweet Little Sixteen〉의 커버 버전을 녹음했다. 그의 버전은 필 스펙터가 프로듀싱을 맡았고 1973년 10월 17일에서 12월 14일 사이에 녹음되었다. 스펙터는 곡의 템포를 줄여 완전한 월 오브 사운드 처리를 해주었고, 레논은 그의 가장 열정적인 보컬 퍼포먼스 중 하나를 등장시켰다. 러닝타임이 3분 1초인 반면 베리의 오리지널 버전보다 구절이 적어 오리지널보다 더 느리고 블루스하다.